# 恋のパピプペポ
「恋のパピプペポ」（こいのパピプペポ）は、ずうとるびの2枚目のシングル。
1974年8月10日にエレックレコードから発売された。

## 解説
- 作詞は岡田冨美子、作曲は「およげ!たいやきくん」などの楽曲で知られる佐瀬寿一。
- ジャケット中面には、「透明人間」に引き続き、笑点の構成作家の新野隆司のコメントが載っている。
- B面曲はアルバム『ずうとるびファースト』からのシングルカットとなった。

## 収録曲
A面
- 恋のパピプペポ（作詞：岡田冨美子、作曲：佐瀬寿一）

B面
- おかあちゃん（作詞・作曲：山田隆夫）